# آنتونی سی. ای. کواینتن
آنتونی C. ای. کواینتن (انگلیسی: Anthony C. E. Quainton؛ زادهٔ ۴ آوریل ۱۹۳۴) دیپلمات اهل ایالات متحده آمریکا است.

## تحصیلات
او از دانش‌آموختگان دانشگاه پرینستون است.